# Leonardo Sierra
Leonardo Sierra Sepúlveda (* 10. Oktober 1968 in Santa Cruz de Mora) ist ein ehemaliger venezolanischer Radrennfahrer. Sein größter Erfolg war ein Etappensieg bei Giro d’Italia 1990, welcher der erste Etappensieg eines Venezolaner beim Giro d’Italia bedeutete.

## Sportliche Laufbahn
Sierra konnte als Amateur 1987 einen Etappensieg auf der 11. Etappe bei der Vuelta al Táchira erzielen. 1988 gewann er erneut eine Etappe bei der Vuelta al Táchira, startete im Straßenrennen der Olympischen Spielen 1988 und beendete, beim Sieg von Olaf Ludwig, das Rennen auf 83. Platz. Ab 1989 startete er als Profi für das Team Eurocar–Mosoca–Galli. Im ersten Jahr konnte er nur Platz 6 bei der Luxemburg-Rundfahrt sowie Platz 22 bei der Tour de Suisse vorweisen. Gianni Savio traf Sierra in Venezuela und wollte ihn für das Team Selle Italia–Eurocar–Mosoca–Galli verpflichten. 1990 startete Sierra mit einem Sieg beim Giro di Puglia. Es folgte Platz 3 beim Giro del Trentino und der Etappensieg beim Giro d’Italia und der zehnte Platz in der Gesamtwertung. Somit war Sierra der erste Venezolaner der eine Etappe beim Giro d’Italia gewann. Im Herbst folgte noch dritte Plätze bei Prova Sanson Longarone und beim Gran Premio Industria & Artigianato sowie Platz 5 bei der Coppa Sabatini. 1991 startete er mit vier Etappensieg in seiner Heimat. Es folgten zweite Plätze beim Giro della Provincia di Reggio Calabria und Giro di Toscana sowie Platz 5 beim Giro dell’Appennino. Den Giro d’Italia beendete er auf Platz 7 der Gesamtwertung als zweitbester Nachwuchsfahrer. Ab 1992 fuhr er für das Team ZG Mobili und konnte zweite Plätze beim Giro dell’Appennino und Giro di Toscana, Platz 3 bei der Trofeo Matteotti, vierte Plätze bei Coppa Bernocchi und beim Giro della Provincia di Reggio Calabria erwirken. 1993 konnte Sierra neben den Siegen Platz 2 beim Giro di Toscana und beim Giro di Campania, Platz 3 bei der Trofeo Laigueglia, beim GP International Pony Malta und beim Giro del Trentino erreichen. Erstmalig startete er bei der Tour de France, welche er auf Platz 34 beendete. Im Folgejahr gab es keine nennenswerte Ergebnisse und den Giro d’Italia beendete er auf dem 63. Platz. 1995 nahm Sierra zum zweiten Mal an der Tour de France teil, welche er auf Platz 50 beendete. Im Herbst 1995 nahm er an der Vuelta a España teil und wurde auf der vierten Etappe nach einem Handgemenge mit Ramón González Arrieta disqualifiziert. Für sein unsportliches Verhalten wurde er von der UCI für 5 Monate gesperrt und Sierra beendete daraufhin seine Profikarriere mit 26 Jahren.

## Erfolge
1989
- eine Etappe Vuelta al Táchira

1990
- eine Etappe Giro d’Italia
- Giro del Friuli
- eine Etappe Giro di Puglia

1991
- Gesamtwertung und eine Etappe Giro del Trentino
- vier Etappen Vuelta al Táchira
- Venezolanischer Meister – Straßenrennen

1992
- Gran Premio Industria e Commercio di Prato
- Venezolanischer Meister – Straßenrennen

1993
- Gesamtwertung und vier Etappen Vuelta al Táchira
- eine Etappe GP Pony Malta